# Аґсартан I
Аґсартан, Ахсартан, Ашсартін I (*აღსართან I, д/н —1084) — 3-й цар (мепе) Кахетії (Кахеті-Ереті) з 1058 до 1084 року.

## Життєпис
Походив з вірменської династії Кюрінянів. Син кахетінського царя Гагіка I. Після його смерті у 1058 році успадкував трон. З самого початку стикнувся з загрозами з боку царства Картлі та Сельджуцької імперії. Спочатку йому протистояли васали останньої — шеддадіди та Раввадіди. У 1053 році Раввадіди захопили замок Малуг, але невдовзі кахетинські війська його повернули. Також намагався організувати оборони проти султана Алп-Арслана, зумівши недопустити вторгнення у 1064 році військ сельджуків. У 1065 році Кахетія зазнало нападу Гянджійського емірату, війська якого захопили замки Хорнабуджі, Арадеті, Вечині. У 1066—1067 роках з успіхом діяв проти шеддадідів, відвоювавши втрачені замки.
Водночас Баграт IV, цар Картлі, у 1067 році атакував Кахетію. В цей час з новим військом на Кавказ вдерся Алп-Арслан, що змусило Баграта IV відступити до власного царства. У 1067 році Аґсартан I визнав зверхність Великих Сельджуків, прийняв іслам та зобов'язався сплачувати данину (харадж). Втім у листопаді того ж року сельджуки знову вдерлися до Кахетії. 1068 році приєднався до армії Алп-Арслана у поході проти Картлі. Згодом повернувся до християнства.
Після поразки візантійців у битві біля Манцикерту 1071 років сельджуки стали постійно здійснювати набіги на Кахетію. Натомість цар Кахетії уклав союз з ширваншахом Фарібурзою I, з яким спільно протидіяв емірам Аррану, Мугану та Гянджи. В цей час Аґсартан I також підтримував рід Ліпарідів, що виступав проти централізаторської політики Георгія II, царя Картлі. Але потім перейшов на бік останнього, оскільки побоювався значного послаблення Картлі перед загрозою нового вторгнення сельджуків. Крім того отримав від царя Картлі замок Лособані та місто Руставі. Було встановлено рівноправні стосунки між Кахетією та Картлі. У 1074 році Аґсартан I спільно з Георгієм II протистояв новому вторгненню сельджуків на грузинські землі, коли було завдано поразки ворогові у битві біля Партсхісі.
У 1180 році Георгій II визнав зверхність султана Мелік-шаха I. натомість отримав визнання царем усіх грузин. Спільно картлійсько-сельджуцьке військо 1082 року вдерлося до Кахетії. Аґсартан I відчайдушно чинив їм спротив, зрештою отаборився у фортеці Вечині, яку ворог не зумів захопити. Скориставшись з цим цар Кахетії розпочав перемовини з сельджуками, а потім прибув до султана, визнавши його зверхність та знову прийнявши іслам. Натомість був визнаний царем Кахетії та Ереті, отримав війська проти Картлі.
Помер у 1084 році. Йому спадкував син Квіріке IV.